# Muness Castle
Muness Castle is een zestiende-eeuws kasteel, gelegen ten westen van het plaatsje Uyeasound op het eiland Unst van de Shetlandeilanden.

## Geschiedenis
Het kasteel werd in 1598 gebouwd door Laurence Bruce. Hij was de halfbroer van Robert Stewart, de Earl van Orkney en Shetland. In 1571 werd Laurence door Robert tot een soort sheriff van Shetland benoemd. Van deze positie maakte hij misbruik, door eigen mensen voor belangrijke functies naar voren te schuiven en door te veel geld te innen voor belastingen. Hierdoor werd zijn macht in 1577 beperkt. In 1593 werd Robert opgevolgd door zijn zoon, Patrick Stewart. Het is duidelijk dat de spanningen tussen Robert en Laurence vanaf 1599 opliepen; Robert dwong mensen van Laurence hem te helpen met de bouw van Scalloway Castle, hij verhoogde de belastingen voor de mensen van Laurence en hield Laurence in 1604 zelfs kortdurend gevangen. Het is mogelijk dat de bouw van het kasteel in 1598 al een teken van deze oplopende spanningen was.
Patrick Stewart werd in 1615 geëxecuteerd en in 1617 overleed Laurence Bruce. Muness Castle ging over op de zoon van Laurence, Andrew Bruce. In 1627 werd het kasteel aangevallen door Duinkerker kapers die het kasteel in brand staken. Het kasteel werd weer hersteld, maar werd uiteindelijk in het midden van de achttiende eeuw verlaten.
In 1713 werd het kasteel gedurende vier maanden gehuurd van de familie Bruce door de Vereenigde Oostindische Compagnie, nadat het schip Rynenburgh voor de kust was vergaan. De voorraden van het schip werden tijdelijk in het kasteel opgeslagen.

## Bouw
Het kasteel heeft een rechthoekige plattegrond met aan de noordwest- en zuidoosthoek een ronde toren. Op de andere twee hoeken bevinden zich op de tweede etage kleine hoektorens. Deze torens worden ondersteund door een dubbele rij kraagstenen, een detail dat veel gebruikt werd door Andrew Crawford, die vermoedelijk ook betrokken was bij de bouw van het kasteel. De lengteas is oost-west georiënteerd. De deur van het kasteel bevindt zich aan de zuidzijde. De oorspronkelijke deur is verloren gegaan en in de twintigste eeuw vervangen door een deur van een nabijgelegen landgoed.
Op de begane grond bevinden zich drie kelders en aan de westzijde een keuken. Op de eerste etage bevinden zich de grote hal en aan weerszijden een kamer. De vloer van de tweede etage en het dak zijn verloren gegaan.
Er zijn aanwijzingen dat er aan de zuidzijde van het kasteel een luxe tuin met terrassen gelegen heeft.

## Beheer
Het kasteel wordt beheerd door Historic Scotland.